# Schweriner See
Der Schweriner See ist ein See in Westmecklenburg zwischen Schwerin und Hohen Viecheln. Geomorphologisch ist er als Gletscherzungensee der Weichsel-Eiszeit zu bezeichnen und gehört zur Landschaft Mecklenburgische Seenplatte.

## Beschreibung
Der See ist 24,8 Kilometer lang und bis zu sechs Kilometer breit mit einer Fläche von 61,54 km². Damit ist er der zweitgrößte norddeutsche See nach der Müritz und der viertgrößte deutsche See. Das durchschnittliche Niveau liegt bei 37,8 m ü. NHN.
Der Schweriner See ist von kleineren Seen umgeben und hat seinen Abfluss nach Süden durch Stör und Störkanal zur Elde und weiter zur Elbe in die Nordsee. Nördlich besteht durch den Wallensteingraben eine Verbindung nach Wismar, die durch geübte Paddler befahrbar ist. Der See liegt westlich und südlich der Nordsee-Ostsee-Wasserscheide. Der Abfluss über den Wallensteingraben zum Lostener See ist mit einem Durchstich des Geländes ab 1531 unter Herzog Albrecht VII. künstlich entstanden. Der Lostener See entwässerte bereits zuvor in Richtung Ostsee. Die langjährige mittlere Abflussmenge über die Stör beträgt 1,65 m³/s und die über den Wallensteingraben 0,68 m³/s. Als Mindestabflussmengen sind 0,5 m³/s (Stör) und 0,3 m³/s (Wallensteingraben) festgelegt. Der Wasserstand wird durch ein Wehr am nördlichen Abfluss und die Schleuse in Banzkow im Verlauf der Stör-Wasserstraße reguliert.
Der Schweriner See ist in der Mitte durch den 1842 fertiggestellten Paulsdamm in Außen- und Innensee unterteilt. Mit dem Paulsdammkanal, der durch eine Straßenbrücke der Bundesstraße 104 überspannt ist, ist eine schiffbare Verbindung offen gelassen worden. Im Außensee befinden sich die Inseln Lieps, Horst und Rethberg, im Innensee die Inseln Schlossinsel, Kaninchenwerder und Ziegelwerder. 
Der gesamte Schweriner See ist ein Bestandteil der Bundeswasserstraße Stör-Wasserstraße der Wasserstraßenklasse I in der Zuständigkeit des Wasserstraßen- und Schifffahrtsamtes Elbe.

## Orte, Ämter, Landkreise
Die folgenden Städte, Gemeinden, Ämter und Landkreise liegen (von Südwesten ausgehend im Uhrzeigersinn aufgeführt) rund um den Schweriner See:
- Schwerin (kreisfreie Landeshauptstadt von Mecklenburg-Vorpommern)
- Seehof (Amt Lützow-Lübstorf im Landkreis Nordwestmecklenburg)
- Lübstorf (Amt Lützow-Lübstorf im Landkreis Nordwestmecklenburg)
- Zickhusen (Amt Lützow-Lübstorf im Landkreis Nordwestmecklenburg)
- Bad Kleinen (Amt Dorf Mecklenburg-Bad Kleinen im Landkreis Nordwestmecklenburg)
- Hohen Viecheln (Amt Dorf Mecklenburg-Bad Kleinen im Landkreis Nordwestmecklenburg)
- Dobin am See (Amt Crivitz im Landkreis Ludwigslust-Parchim)
- Leezen (Amt Crivitz im Landkreis Ludwigslust-Parchim)
- Raben Steinfeld (Amt Crivitz im Landkreis Ludwigslust-Parchim)

## Natur
Der seit 2014 als mesotroph eingestufte Schweriner See, dessen Phosphorbelastung seit dem Bau des Klärwerks Schwerin Süd 1991 um über 90 Prozent zurückgegangen ist, ist bedeutsam für den Arten- und Biotopschutz und wurde deshalb 2015 von der Umweltstiftung Global Nature Fund als „Lebendiger See“ prämiert. Zu den Brutvögeln des Gebietes zählen beispielsweise See- und Fischadler. Fischotter konnten an vielen Gewässerufern bis in das Stadtgebiet Schwerin hinein nachgewiesen werden.
Im Rahmen des europäischen Schutzgebietsnetzes Natura 2000 wurde der Schweriner See zum europäischen Vogelschutzgebiet (Schweriner Seen) erklärt. Neben dem Schweriner Außensee besitzen noch weitere Seeuferabschnitte (Döpe, Wald bei Wiligrad, Ramper Moor, Wickendorfer Moor, Görslower Ufer, Reppin) den Schutzstatus eines FFH-Gebietes (Fauna-Flora-Habitat-Richtlinie).

### Flora und Fauna in den Schweriner Seen
Die Pflanzen- und Tierwelt der Schweriner Seen ist sehr artenreich, sowohl über als auch unter Wasser. Im Schweriner Innensee findet sich der häufig vertretene, einheimische Flussbarsch, aber auch die ehemals aus Amerika stammende Regenbogenforelle. Der Schweriner Innensee unterscheidet sich nicht allzu sehr von dem größeren Schweriner Außensee. Raubfische sind jedoch im Außensee häufiger vertreten. Dazu gehören Hecht, Zander, Flussbarsch und Aal. Weißfische dominieren in allen Gewässern. Zu den Weißfischen zählen Brasse, Rotfeder, Rotauge, Laube und viele mehr. Der fischärmste See ist der Ostorfer See. Durch die schlechte Wasserqualität ist es den Fischarten noch nicht gelungen, sich im größeren Bestand dort anzusiedeln.
Die Pflanzenwelt ist ebenfalls sehr gut ausgeprägt. Sie ist wichtig für den Fischbestand. Raubfische nutzen Seerosenfelder, um Deckung zu finden und auf Weißfische Jagd zu machen, für die das Seerosenfeld zur Nahrungssuche dient, denn dort sind Insekten, Schnecken, Algen und Plankton in besonders hoher Konzentration zu finden.
Ansonsten sind die Seen reich besetzt mit Wasserpest, Hornblatt, Wasserfarn und anderen Wasserpflanzen.
Für die Fischfauna interessieren sich nicht nur Naturschützer, sondern auch Angler. Diese werden gezielt mit dem Versprechen angesprochen, dass der Schweriner See „speziell Raubfischanglern einiges zu bieten“ habe: „Hechte, Zander, Barsche und Aale in zum Teil kapitalen Größen!“ Aber auch „Friedfisch-Spezis“ kämen „voll auf ihre Kosten: Rotaugen und Brassen ohne Ende sowie dicke Karpfen und Schleien sind zu fangen.“

## Galerie

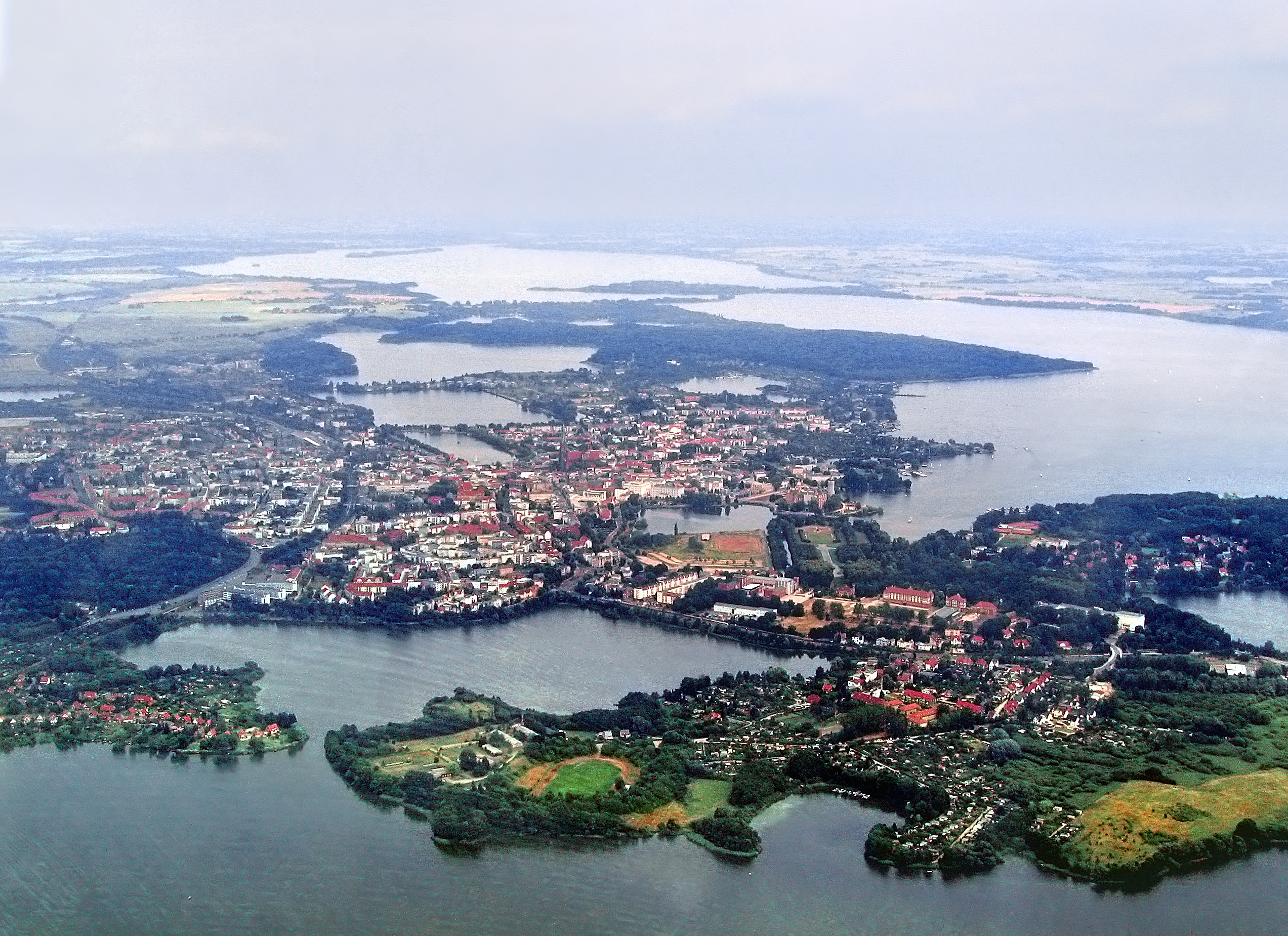
Luftbild von Schwerin und den umgebenden Seen
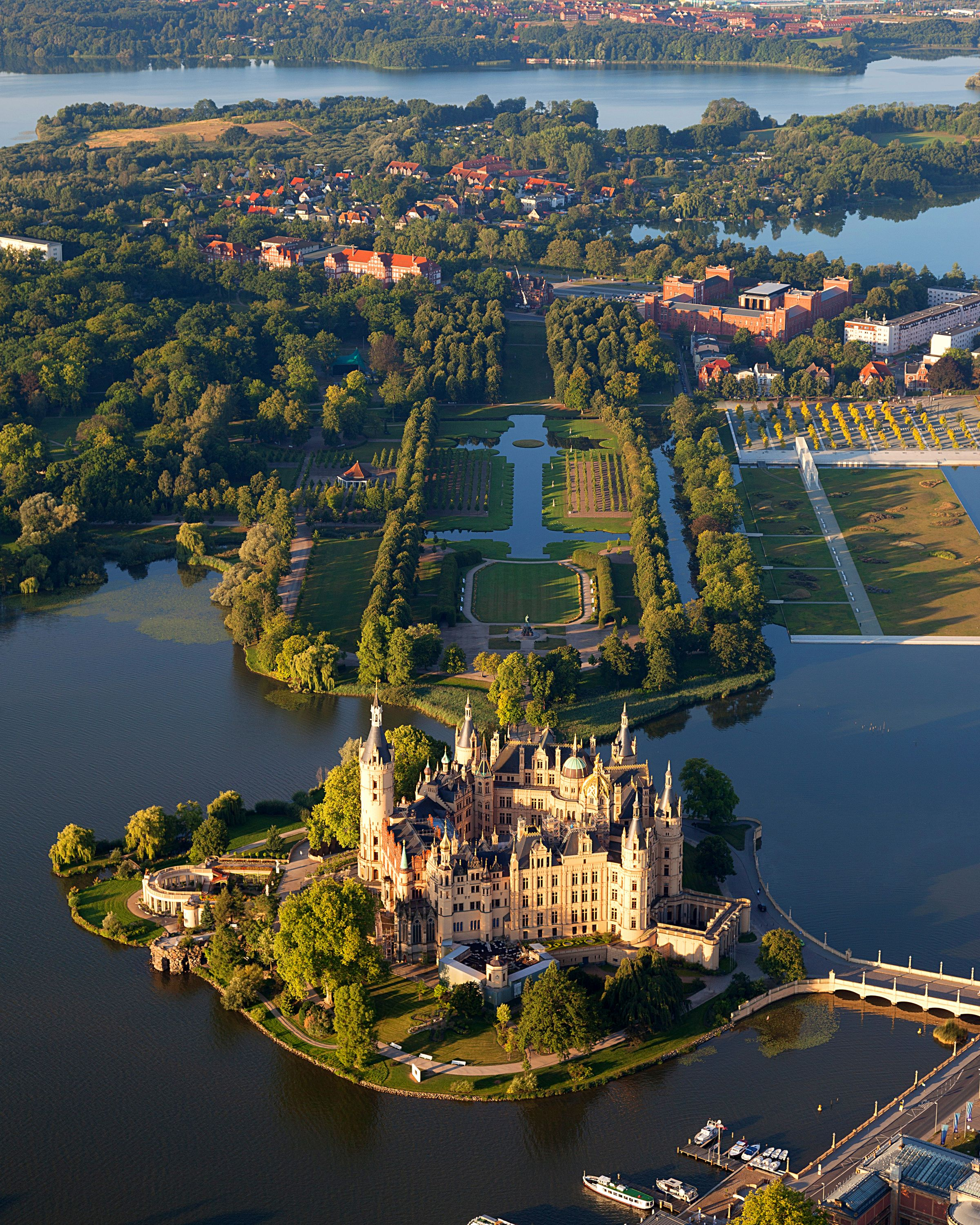
Das Schweriner Schloss, das auf einer eigenen kleinen Insel im Innensee errichtet wurde
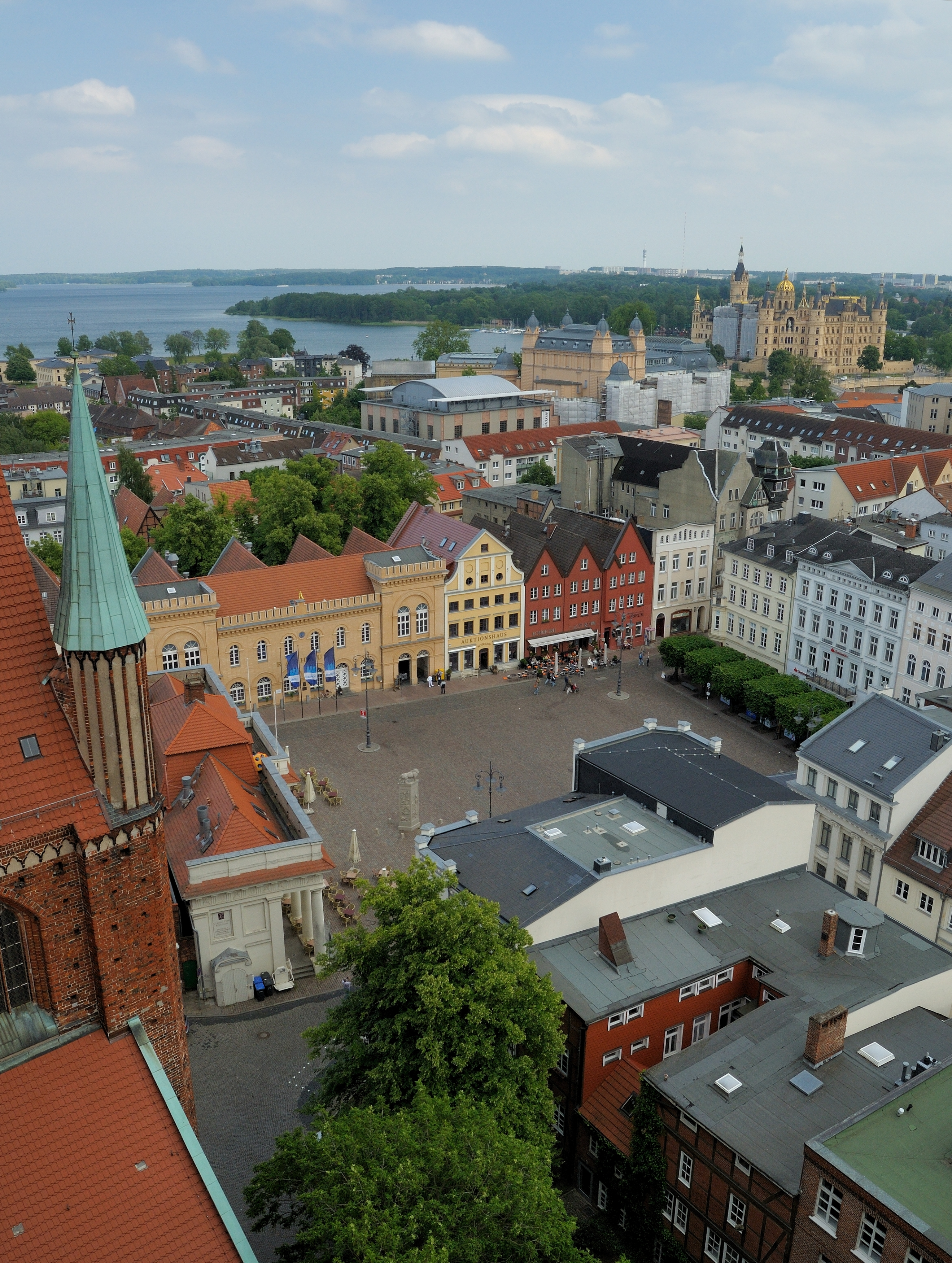
Blick auf den Innensee vom Turm des Schweriner Doms
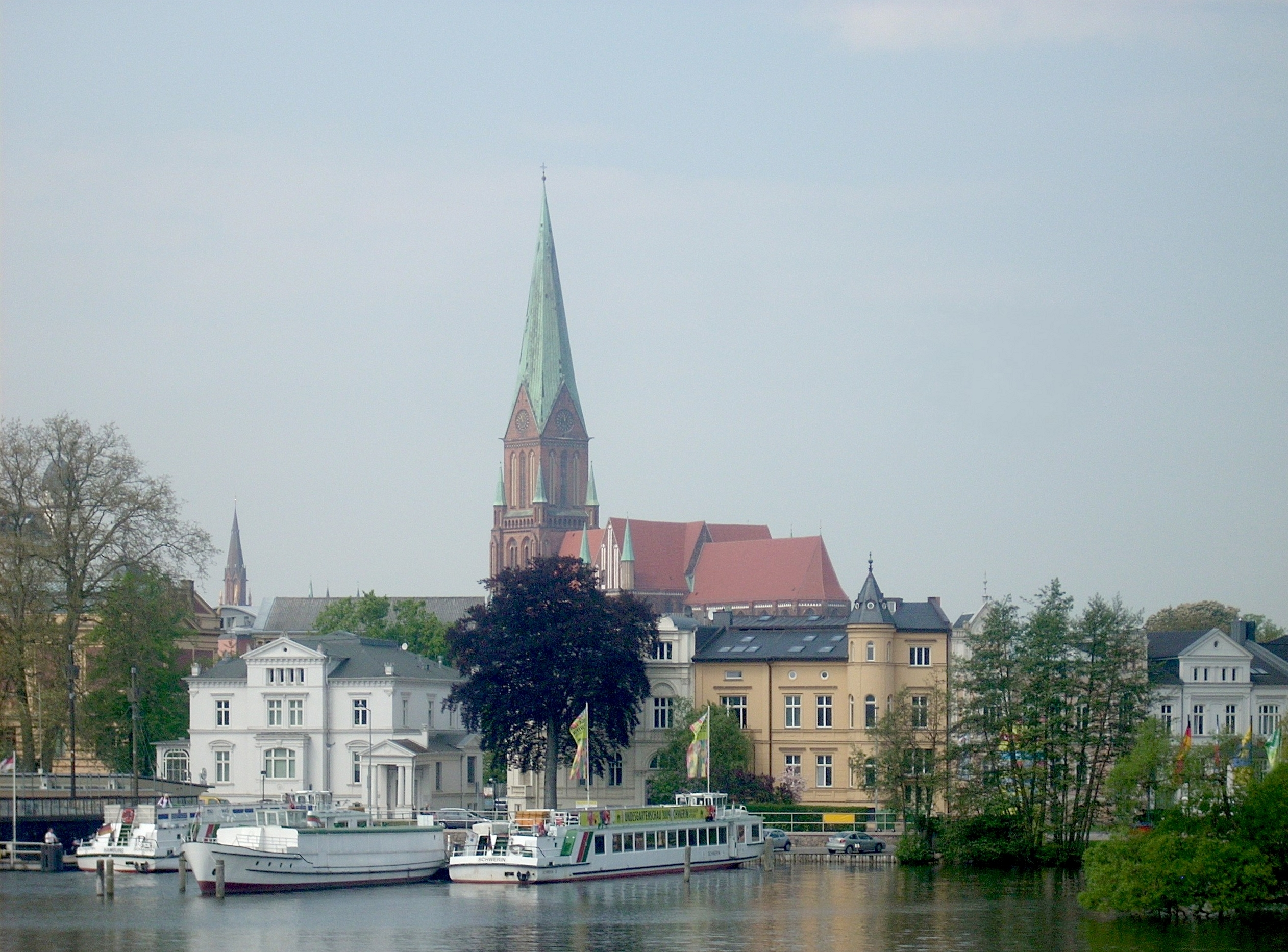
Schweriner Innenstadt mit Dom, vom Innensee aus gesehen
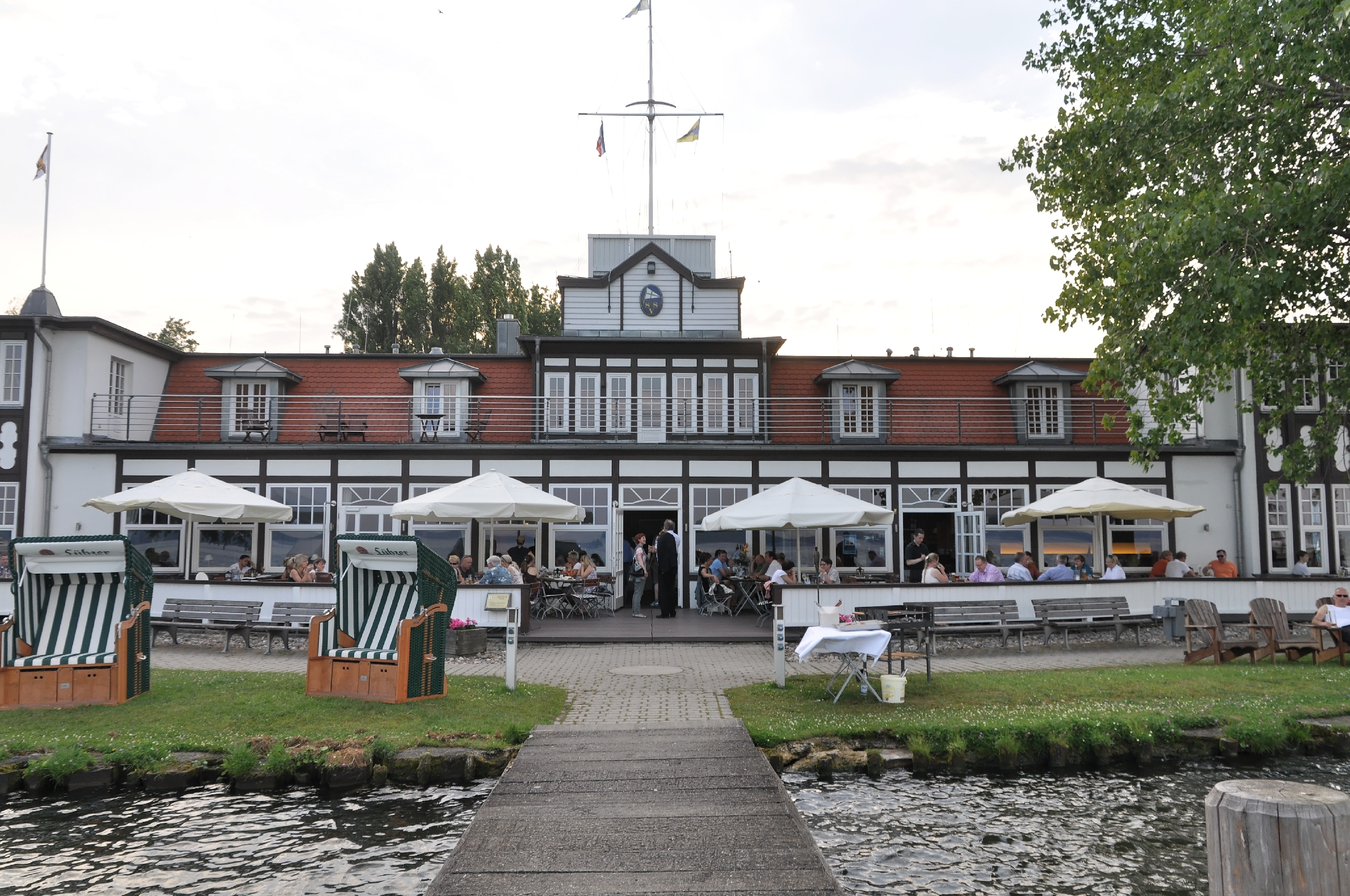
Segel- und Yachtclub Schwerin
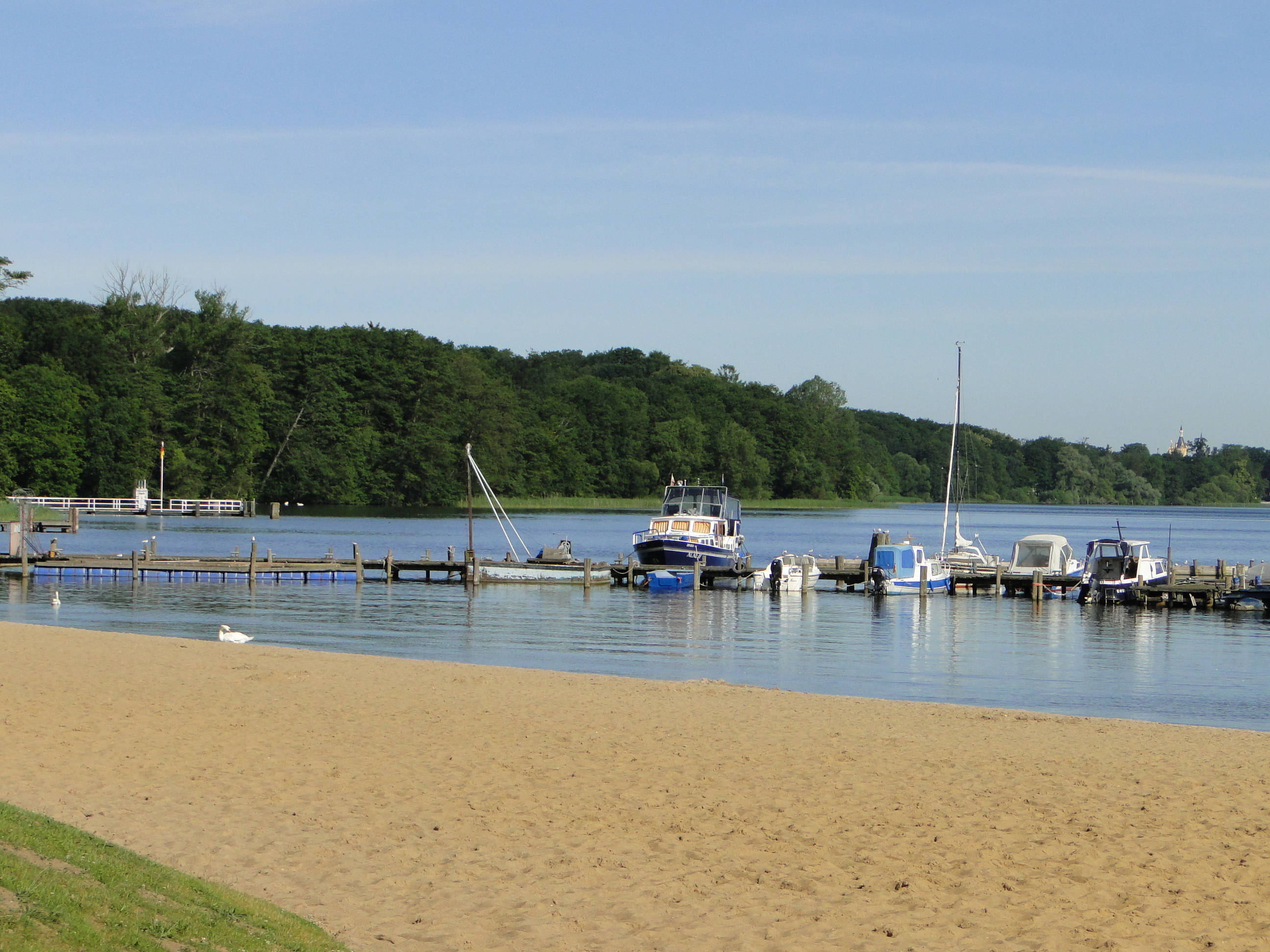
Strand von Zippendorf, einem Stadtteil von Schwerin
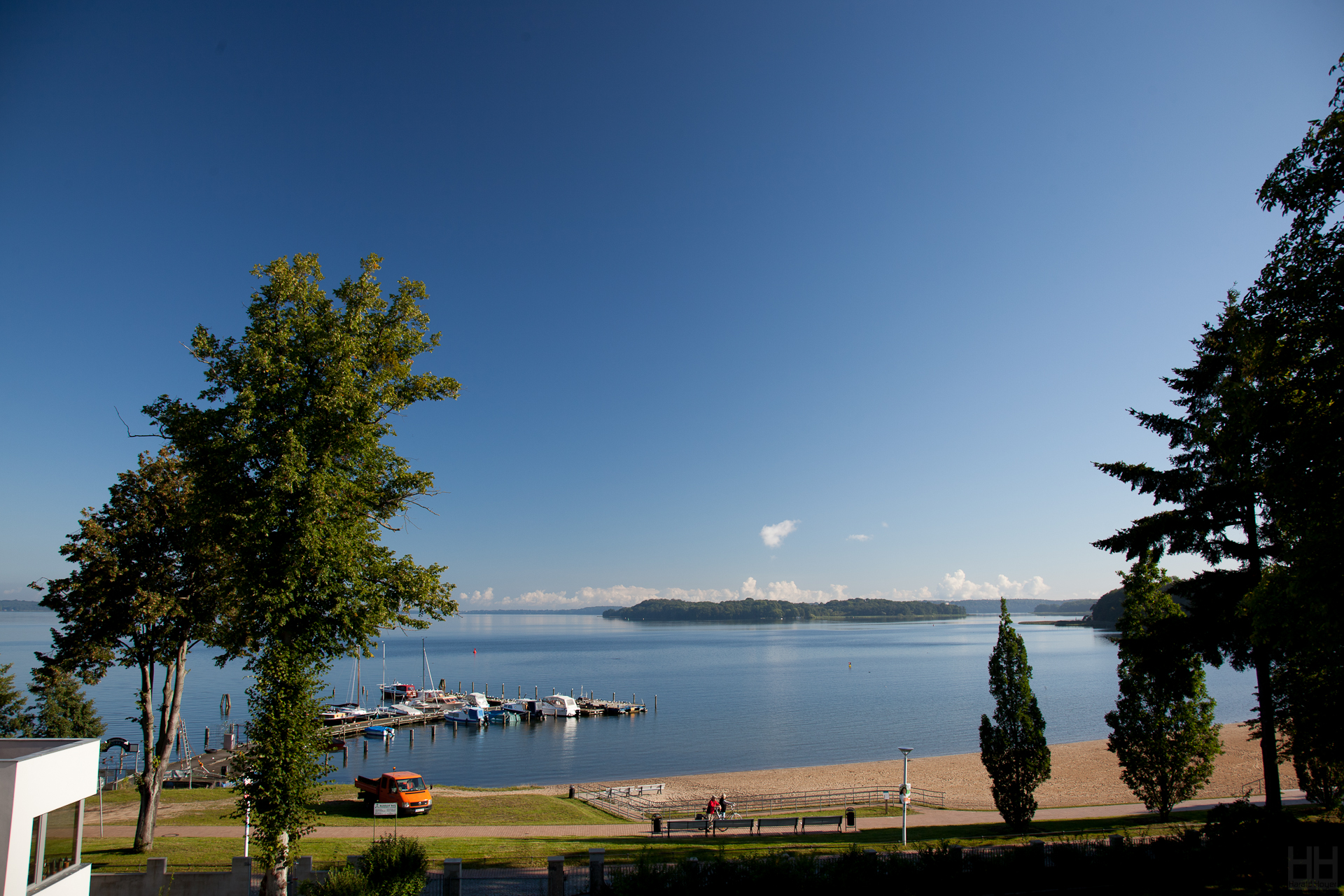
Blick auf Kaninchenwerder vom Zippendorfer Strand
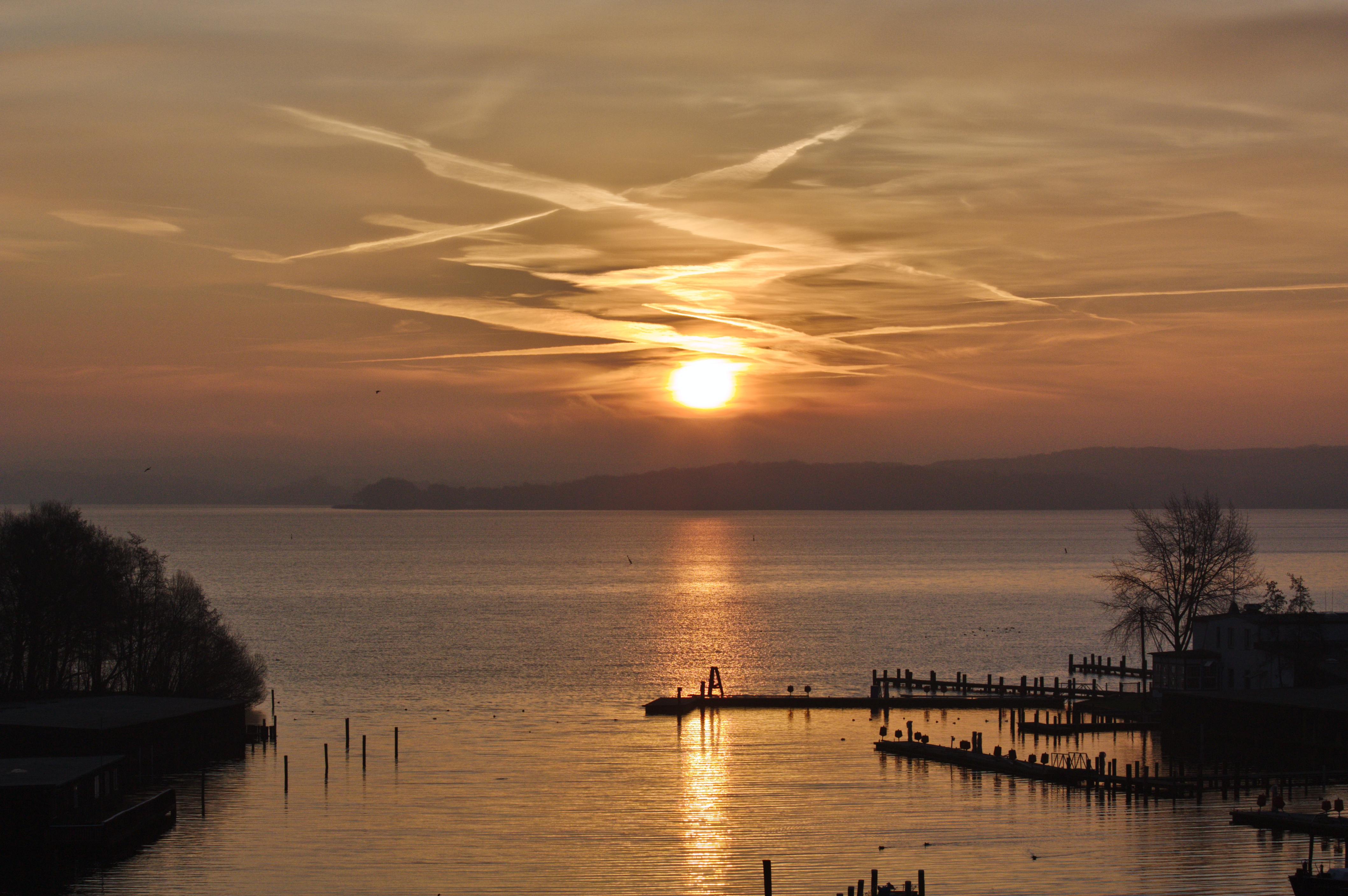
Sonnenaufgang vor der Marstallhalbinsel (Schwerin)
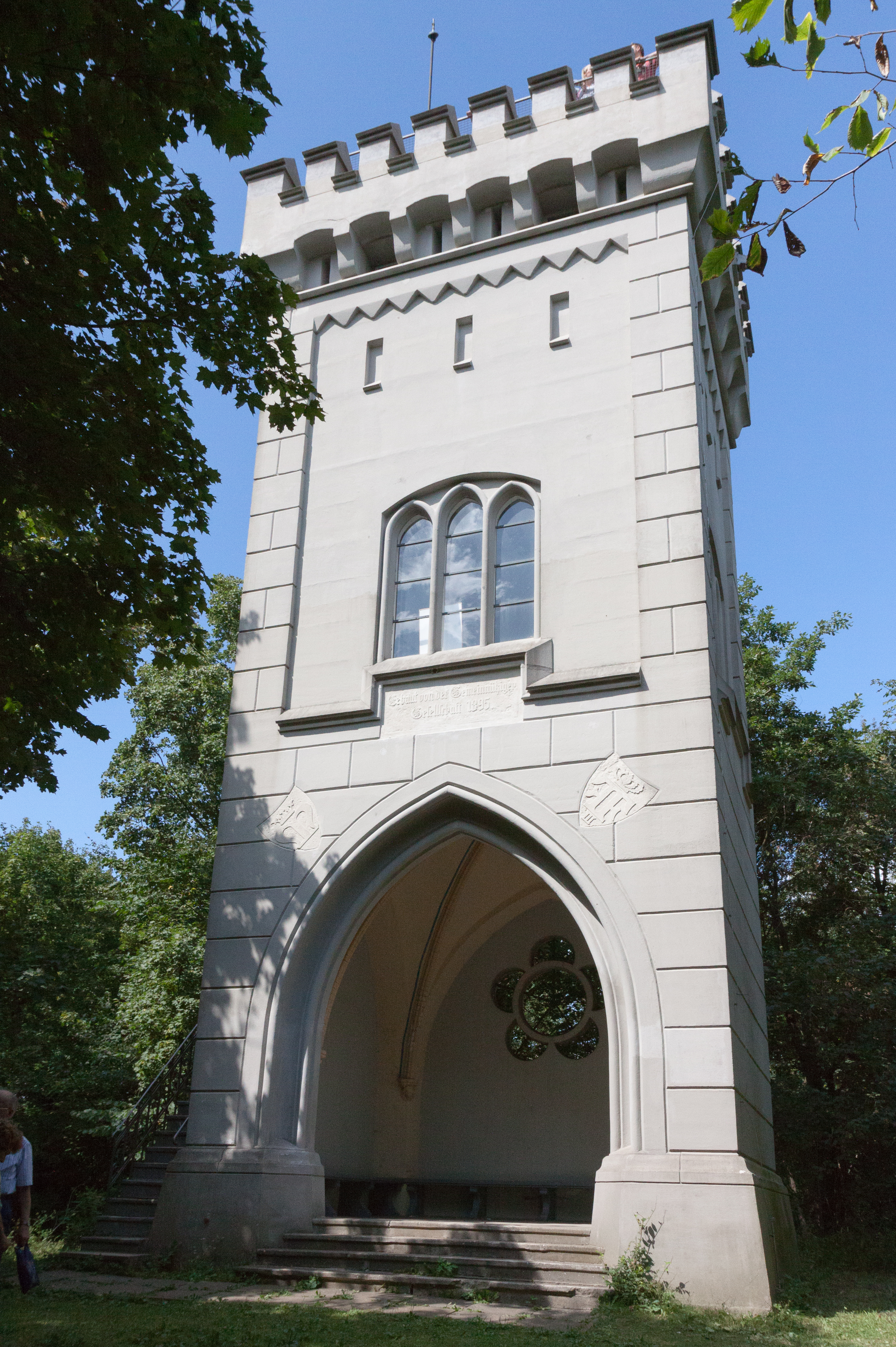
Aussichtsturm auf dem Kaninchenwerder, einer Insel im Innensee
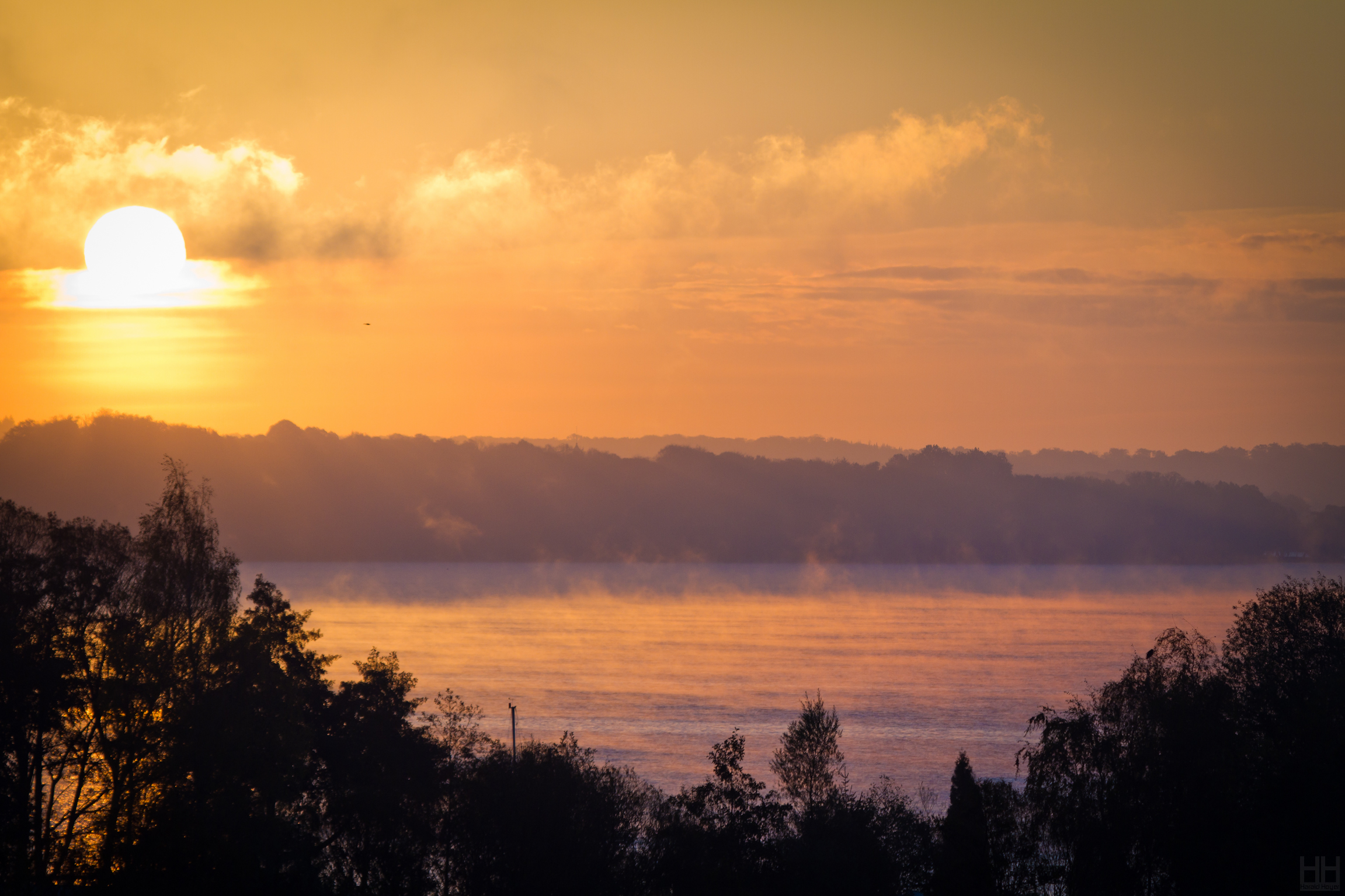
Sonnenaufgang an der Insel Ziegelwerder
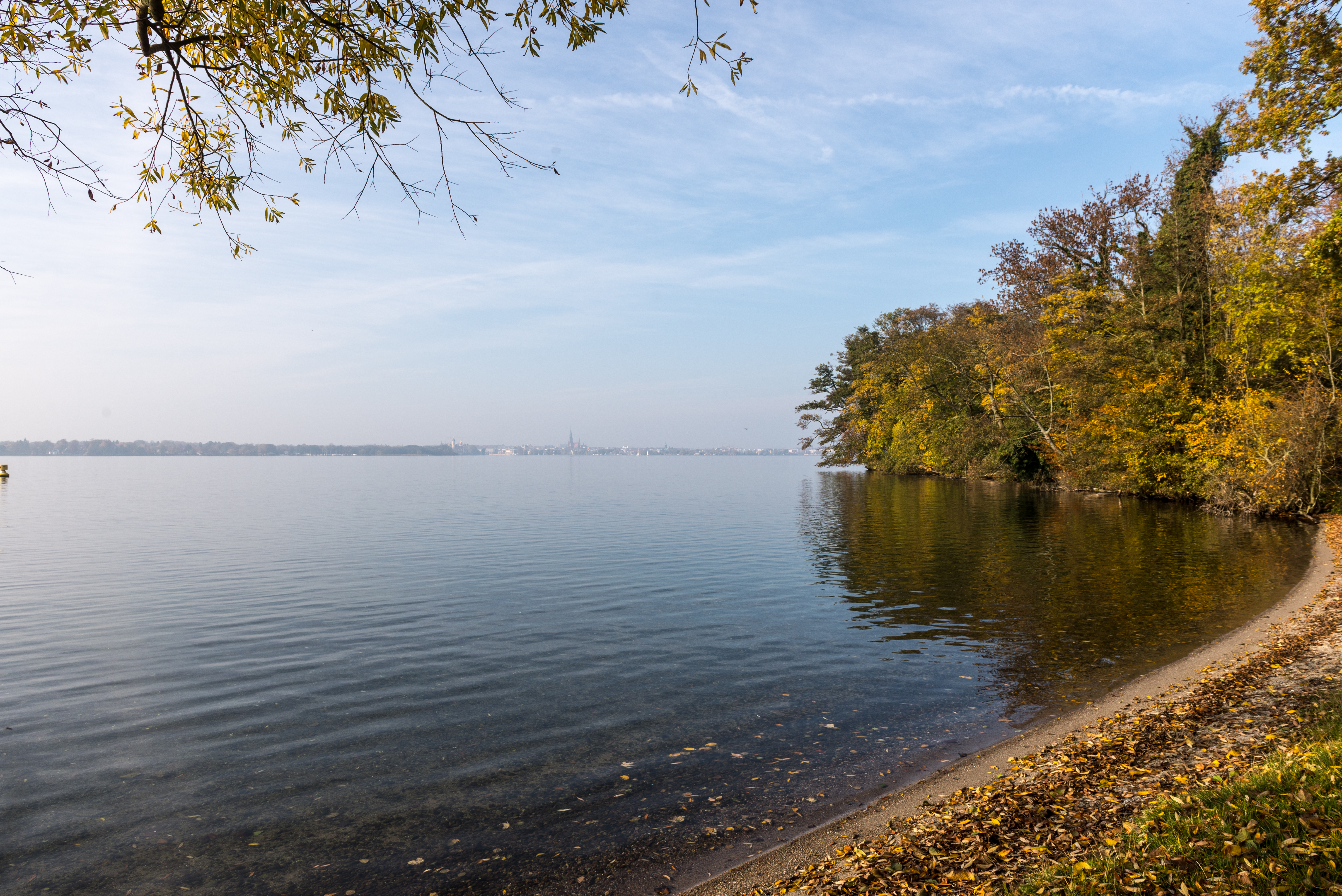
Blick von Kaninchenwerder nach Schwerin
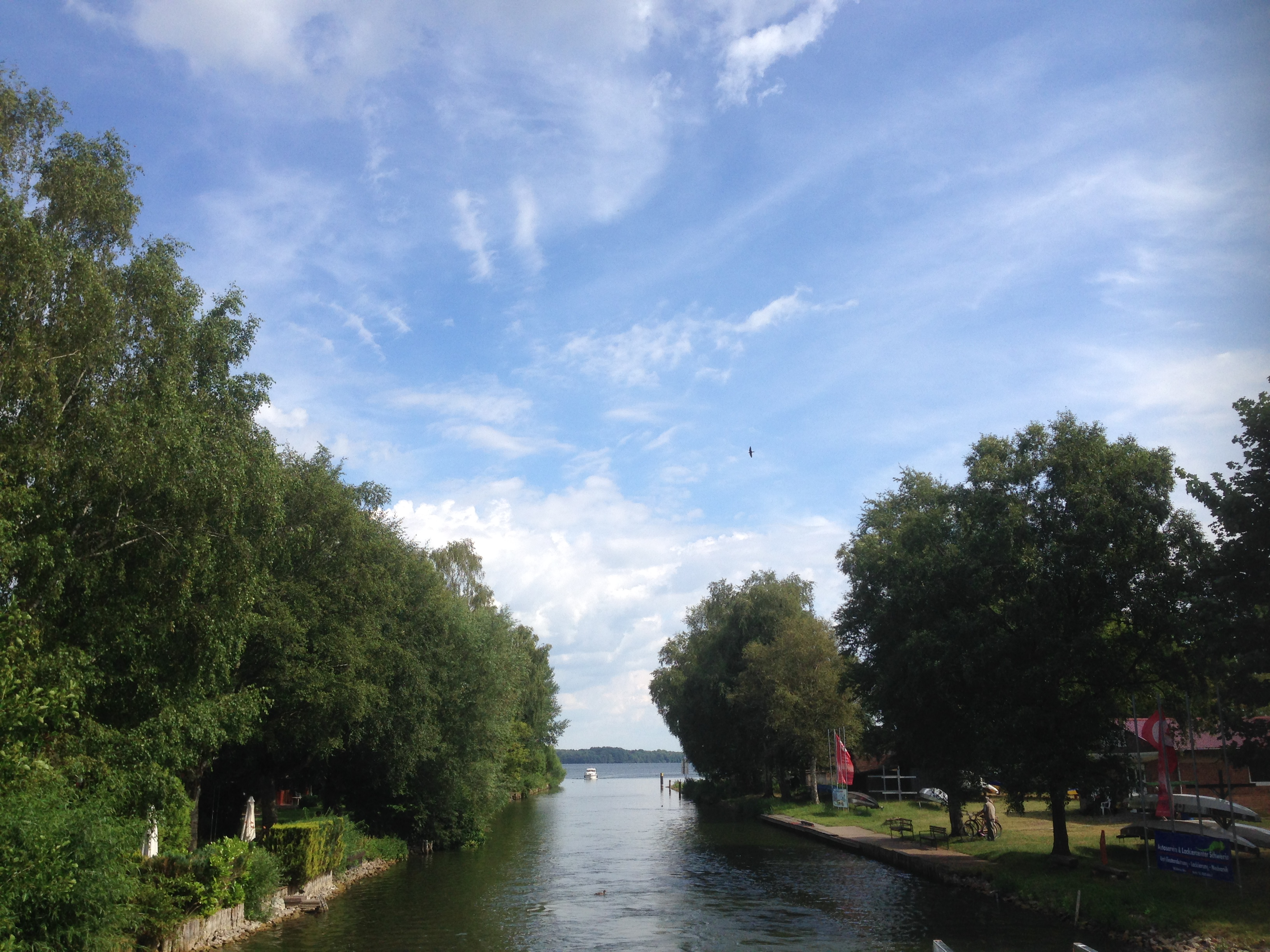
Der Stangengraben zwischen Innensee und Heidensee
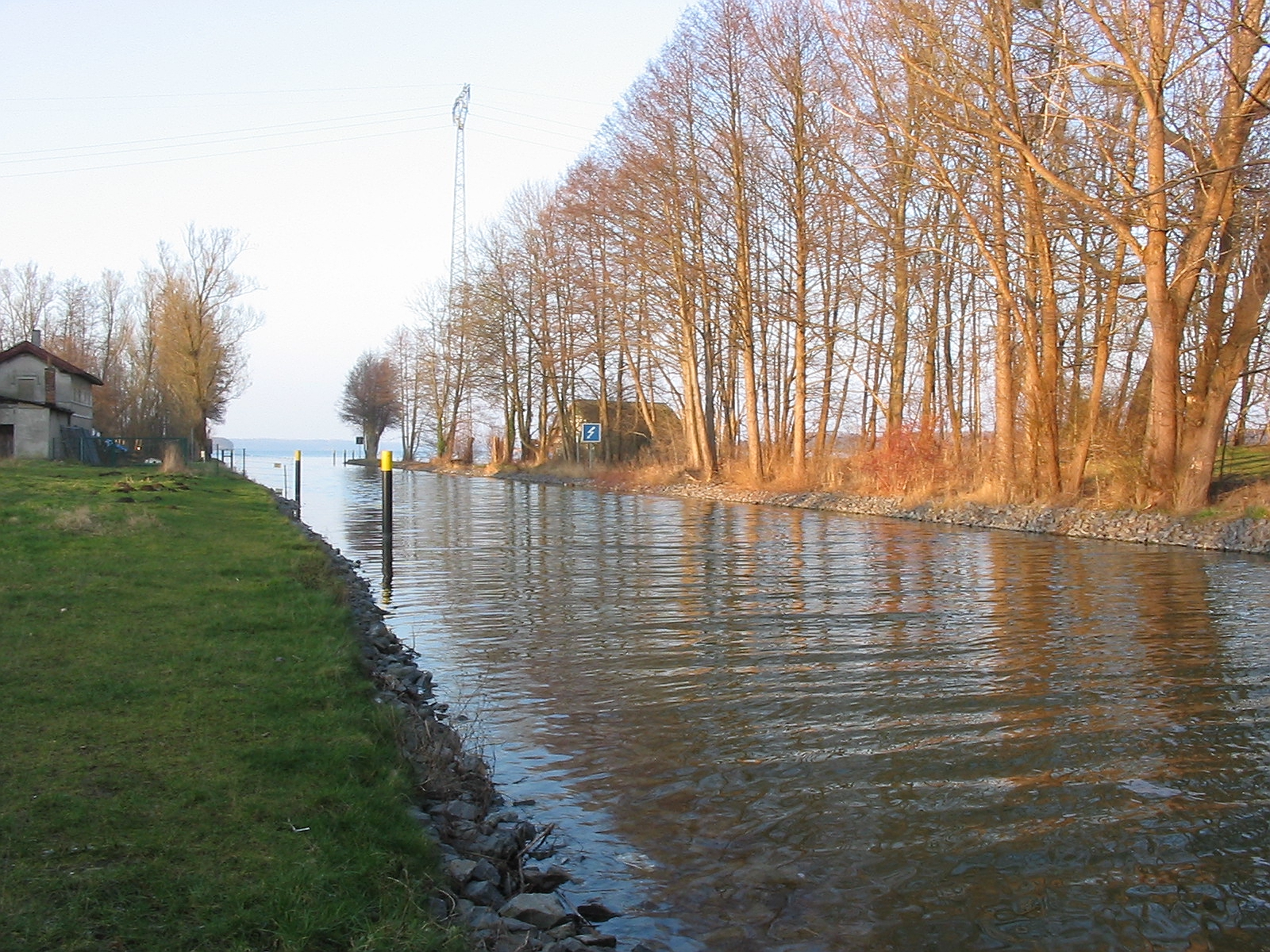
Paulsdammgraben zwischen dem Innensee und dem Außensee
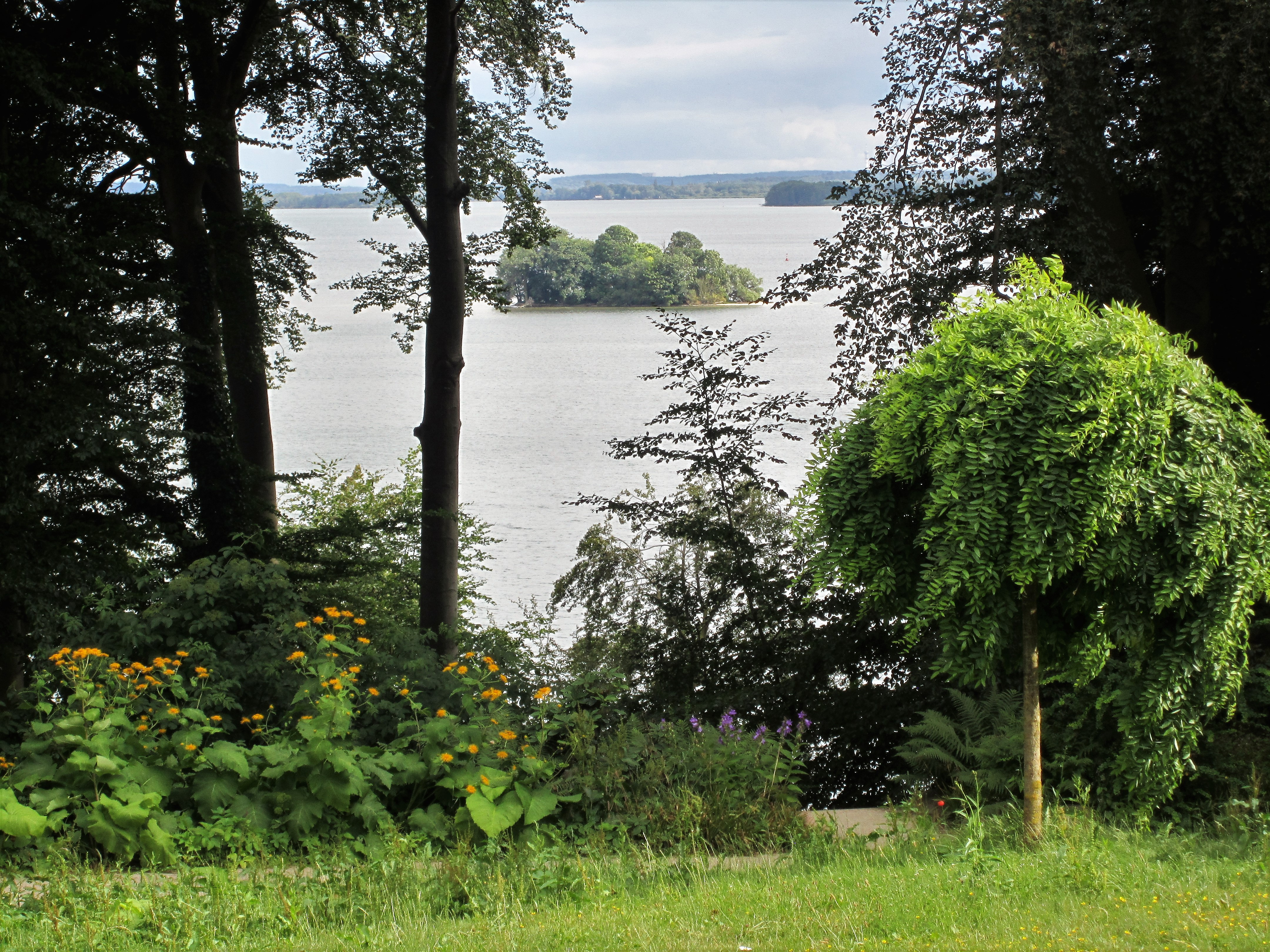
Blick vom Park des Schlosses Wiligrad über den Außensee
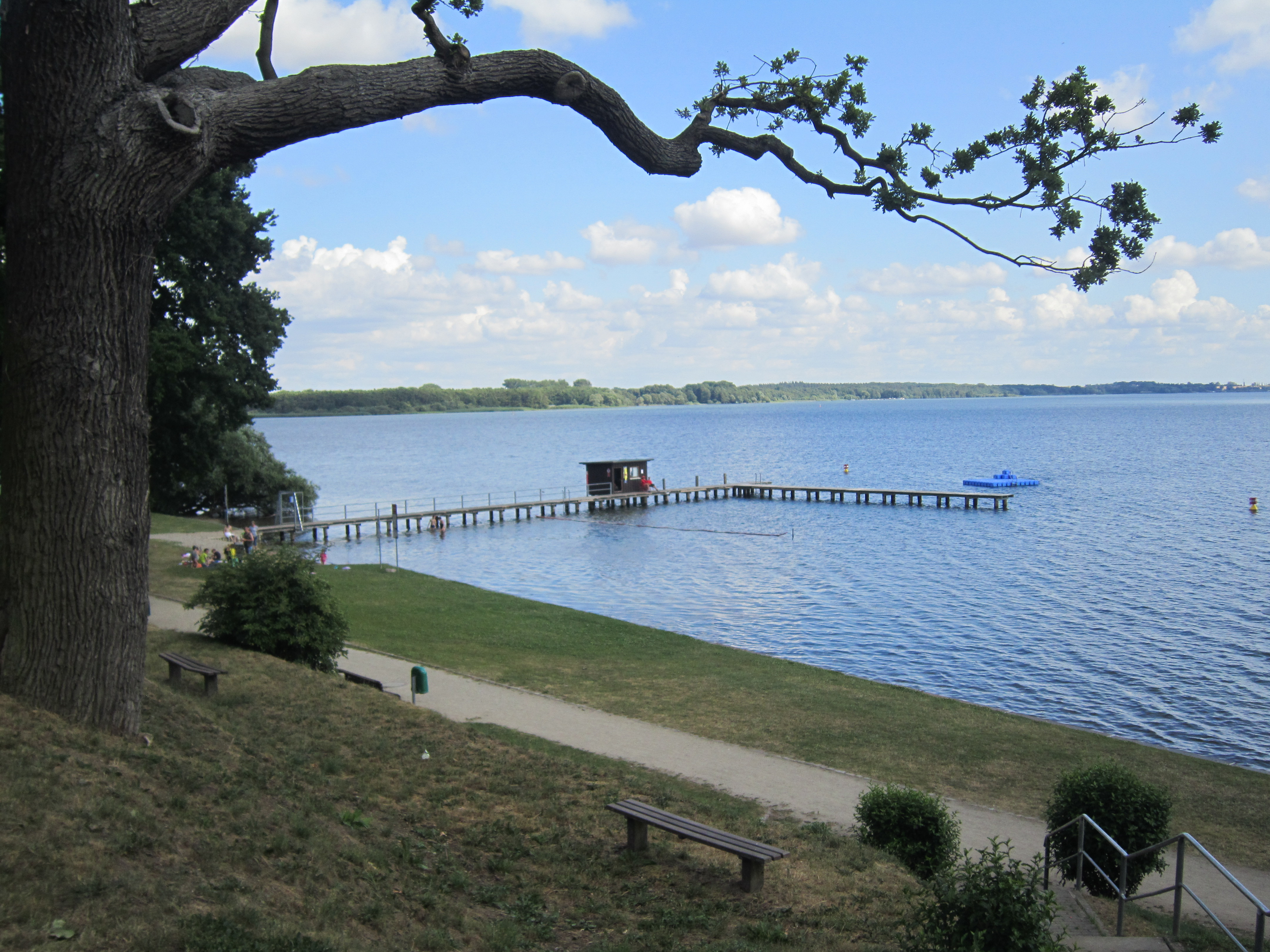
Badestelle am Bad Kleinener Außenseeufer

## Seenutzung vs. Naturschutz

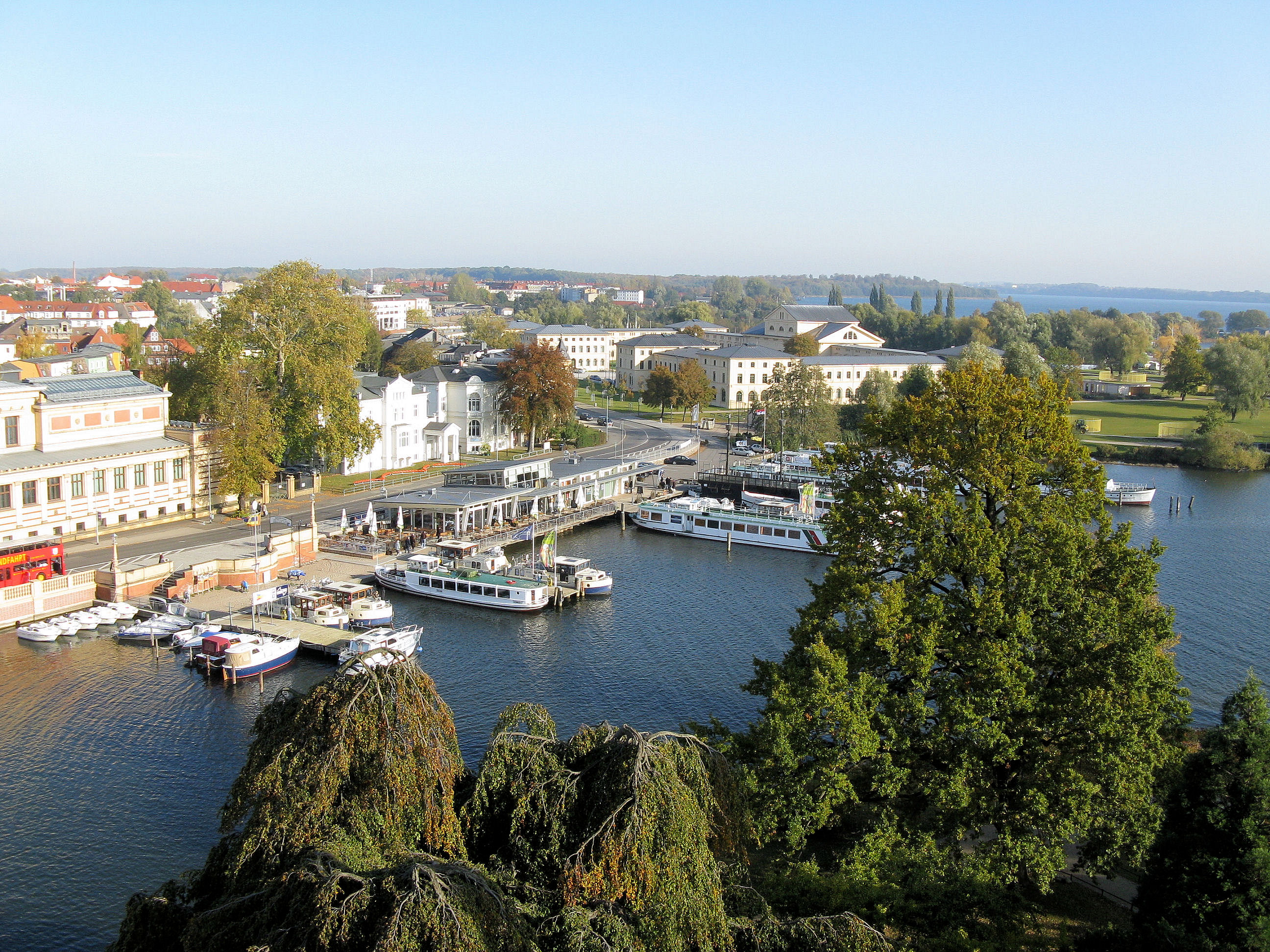
Anleger für die Weiße Flotte am Alten Garten Schwerins

Von April bis Oktober jeden Jahres finden jeden Tag Rundfahrten der Weißen Flotte auf dem Westen des Innensees und benachbarten kleineren Seen auf dem Stadtgebiet Schwerins statt. Die Höchstgeschwindigkeit für Schiffe und Boote auf dem Schweriner See ist auf 25 km/h festgelegt, im Uferbereich maximal 8 km/h. Mit gelben Tonnen gekennzeichnete Badebereiche dürfen ebenso wie Schilfzonen und andere Vogelschutzbereiche nicht befahren werden. Das gilt auch für Kanuten.

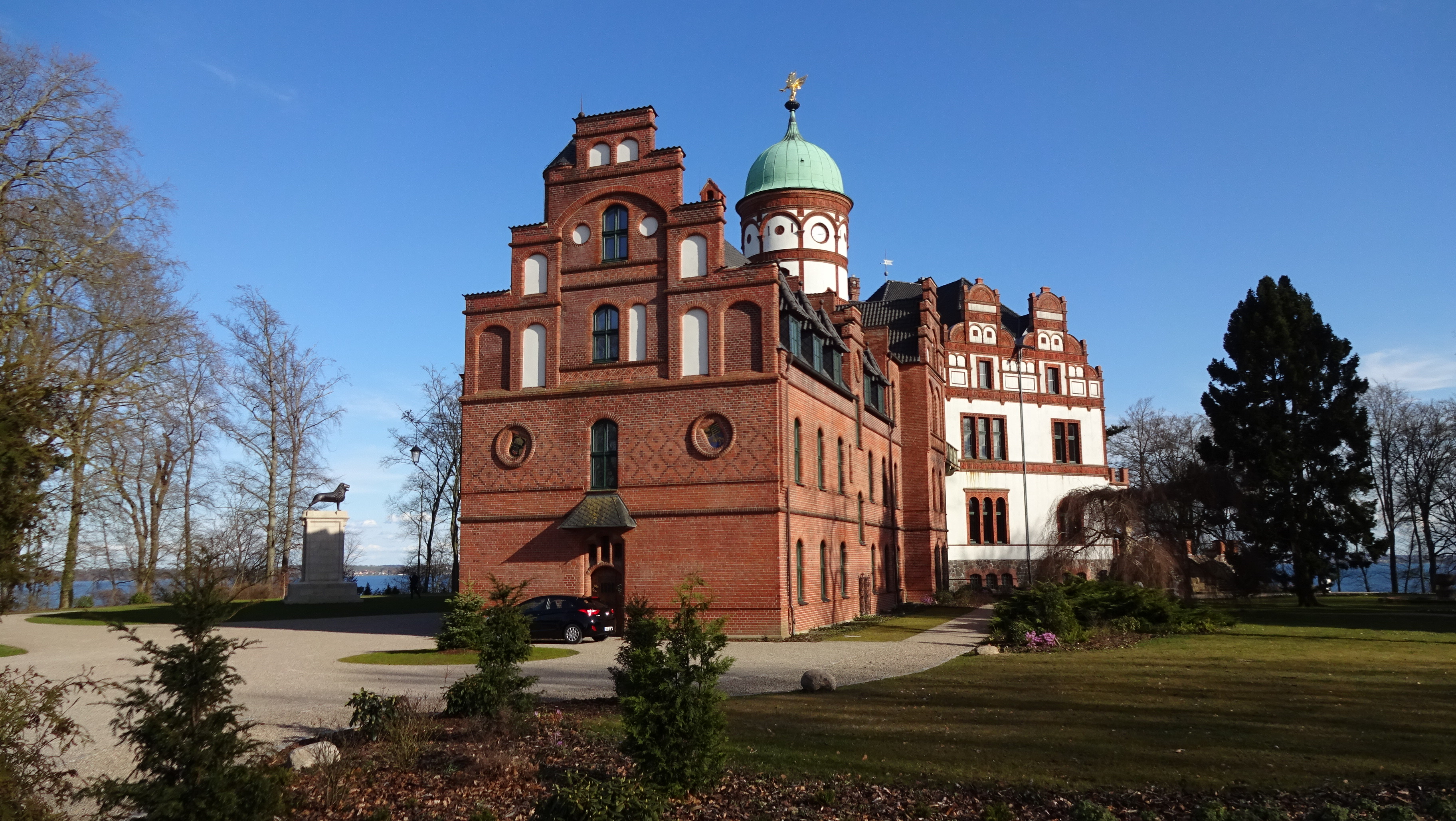
Schloss Wiligrad in Lübstorf vor dem Außensee

Die Stadt Schwerin veröffentlichte 2015 Planungen, durch die die Entwicklung touristischer Infrastrukturen auf dem Schweriner See für Bootsführer gefördert werden sollten. 2015 lagen 5.000 Boote an Stegen des Schweriner Sees. Die neuen Infrastrukturen sollen die öffentliche Nutzung insgesamt um weitere 322 Plätze vergrößern. Beim Schlossbuchtanleger waren 22 Anlegeflächen geplant, darunter elf öffentliche Kurzzeitliegeplätze und elf Liegeplätze für die dort befindliche Gastronomie. Zudem sollte eine Möglichkeit zum Festmachen für Fahrgastschiffe geschaffen werden, die zum Beispiel zwischen Berlin und Schwerin unterwegs sind. Auch beim Schloss Wiligrad am Westufer des Außensees sollten wieder, wie zur Zeit des deutschen Kaiserreichs, Fahrgastschiffe anlegen können und dürfen. Weitere Liegeplätze waren unter anderem in Zippendorf, auf Kaninchenwerder, am Zoo, am Freilichtmuseum Schwerin-Mueß, aber auch an der Hafenpromenade des Ziegelinnensees vorgesehen. Angeblich gebe es den Tourismusförderern zufolge nur für die Tafelente „eine geringfügige Überschreitung der Erheblichkeitsschwelle“ durch die vom Bootsverkehr ausgehenden Störungen. 
Dieser Sichtweise widerspricht der BUND Schwerin: Die vielerorts geplante Neuanlage von Stegen mit einer entsprechenden Ausweitung des Bootsverkehrs führe zwangsläufig zu neuen Fahrwegen der Boote und an vielen Stellen zu einer weiteren Einengung des Lebensraumes der Wasservögel. Die Summe der Beeinträchtigungen erlaubten inzwischen keine weiteren Belastungen mehr, wenn nicht an anderer Stelle Einschränkungen gemacht würden. Das Verwaltungsgericht Schwerin habe die Klage des BUND gegen einen weiteren Anleger in der Schlossbucht bestätigt. Auch an diesem Ort seien weitere Belastungen durch neuen zusätzlichen Bootsverkehr für das Ökosystem nicht mehr akzeptabel. Auch andere Neu-Standorte im Umfeld der noch vorhandenen Schilfgürtel seien, so der BUND, fragwürdig. Mehr Infrastruktur führe letztlich zu mehr Störungen und Schäden an den noch natürlichen Arealen. Ebenso kritisch bewertet der BUND die Einrichtung und Nutzung von Wasserskistrecken, die zum Teil rechtswidrig für Jet-Ski-Fahrten genutzt würden. Besonders in der Brutzeit führten diese Fahrten sowie die An- und Abfahrten zu den Wasserskistrecken zu Störungen und Gewässerbelastungen durch Wellenschlag und Aufwirbelungen, zu Gefahr für Gelege und Jungvögel, zur Zerstörung von Schilf und anderen Pflanzen und zu Erosionsfolgen am Ufer.